# Manuel Gallardo Lechet
Manuel Gallardo Lechet   (Cardeña, 3 de maig de 1935 - Madrid, 21 d'agost de 2020) fou un actor espanyol.

## Trajectòria professional
Ha desenvolupat la seva carrera fonamentalment en teatre i televisió. Les seves aparicions cinematogràfiques comencen amb el director Antonio Isasi Isasmendi fent el protagonista de la premiada pel·lícula Tierra de todos per la qual va rebre el premi a la millor interpretació espanyola a la 7a edició dels Premis Sant Jordi de Cinematografia.
A partir d'aquesta la seva primera pel·lícula, ha treballat en més de 40 al Regne Unit, França, Algèria, Espanya i sobretot en Itàlia. Alguns dels seus títols inclouen La casa del lago, Anthar l'invincibile, Ci risiamo, vero Provvidenza?, I cento cavalieri, La Última Señora Anderson, Sabato, domenica e venerdì, Las cosas del querer (1989), de Jaime Chávarri, etc.

### Televisió
La seva presència en televisió per contra va ser constant des de mitjan dècada dels seixanta, amb participació en desenes de peces de teatre televisat, molt freqüents en l'època, i contingudes en espais com Estudio 1, Teatro de siempre, Ficciones o Novela. Entre molts altres títols es poden recordar Don Juan Tenorio, Tierra baja, El Reinado de los Lobos, Hernani, Delito en la Isla de las Cabras o A media luz los tres- També ha intervingut a les sèries Las viudas, Un mito llamado, Goya, La Loca Peluquería, Lleno, por favor, Mamá quiero ser artista, etc.
En 1981 va formar part del repartiment d'una de les sèries de major repercussió en la història de la televisió a Espanya: Verano azul, on donava vida a Javier, el pare de Javi (Juan José Artero).
L'últim Estudio 1 el va rodar el 2006: La doble historia del Doctor Valmy d'Antonio Buero Vallejo.

### Teatre
Sobre els escenaris espanyols ha interpretat desenes de papers al llarg de tota la seva vida, arribant a crear la seva pròpia Companyia. Destaquen les seves actuacions en obres en vers del Teatre Clàssic Segle d'Or i ha participat en múltiples edicions del Festival de Teatre de Mèrida, interpretant personatges com Jàson, Creont, Hermes, Augusto, Juli Cèsar o Egisto.
Amb diferents companyies ha recorregut tot Espanya amb més de cent obres de repertori de tots els autors. Va estar, sota la direcció de José Luis Alonso al Teatro María Guerrero 6 anys, amb gires de festivals i tota Amèrica Llatina. Al teatre Bellas Artes, amb José Tamayo 4 anys; o al Teatro Español de Madrid 10 anys amb Cayetano Luca de Tena, Alberto González Vergel, Adolfo Marsillach altres directors.
La seva etapa en el Teatre Espanyol es va saldar amb la seva rescissió de contracte l'any 2001 i una sentència judicial condemnatòria a l'empresa per acomiadament improcedent.

#### Obres Representades: Selecció
- El galán fantasma (2010), de Calderón de la Barca
- Las brujas de Salem (2007), d'Arthur Miller.
- Madre amantísima (2003) de Rafael Mendizábal.
- La Dorotea (2001), de Lope de Vega.
- Don Juan Tenorio, (2000)
- Cyrano de Bergerac (2000).[6]
- Misión al pueblo desierto (1999), d'Antonio Buero Vallejo.
- Los habitantes de la casa deshabitada (1998).
- La venganza de don Mendo (1997).
- La camisa (1995).
- Mariposas negras (1994), de Jaime Salom
- Traidor, inconfeso y mártir (1993).
- El arrogante español (1991).
- Edipo rey (1992).
- Las mocedades del Cid (1990).
- Proceso a Besteiro, de M. Canseco. (1986).
- Divinas palabras (1986), de Valle Inclán.
- Un hombre en la puerta (1984).
- La fiesta del sainete (1983).
- Antonio y Cleopatra (1980), de William Shakespeare.
- Medea (1979), al costat de Núria Espert
- La Dama Duende (1979), de Calderón de la Barca.
- Los buenos días perdidos (1973).
- Luces de Bohemia (1970), de Valle Inclán.
- La cabeza del Bautista (1967), de Valle Inclán
- La enamorada del rey (1967), de Valle Inclán
- El señor Adrián, el primo (1966), de Carlos Arniches.
- El sol en el hormiguero (1966), d'Antonio Gala
- La calumnia (1961)
- Tierra baja, d'Àngel Guimerà
- Cancionera
- Malvaloca, dels germans Álvarez Quintero
- Cuatro y Ernesto
- Cuidado con las personas formales
- Pregunta por Julio César, d'Alfonso Paso.
- La malcasada
- Fuenteovejuna
- El burlador de Sevilla, de Tirso de Molina
- En Flandes se ha puesto el sol, d'Eduard Marquina i Angulo.
- La loca de la casa, de Pérez Galdós.
- Bodas de sangre, de Federico García Lorca.
- La malquerida
- Los malhechores del bien
- Los intereses creados, de Jacinto Benavente.
- Delito en la isla de las Cabras
- Lucha hasta el alba, d'Ugo Betti
- Los ojos que vieron la muerte d'Agatha Christie.
- Nosotros, ellas y el duende, de Carlos Llopis.
- El zapato de raso, de Paul Claudel.
- Anillos para una dama, d'Antonio Gala.
- La Ópera de Cuatro Cuartos, de Bertolt Brecht.
- El rinoceronte, de Eugene Ionesco.
- Los bajos fondos, de Maksim Gorki.
- La Orestíada, d'Esquil.
- La paz, d'Aristòfanes.
- Contradanza, de Francisco Ors.
- La Trosky, de Martín Recuerda.
- Vuelven las pasiones, de R. Gordón.
- Nat y Chico, d'A. Camacho.
- Pasos en el techo, de Rafael Mendizábal.
- Gesto y mimo en la zarzuela.
- El huésped del sevillano.
- Salambó (òpera), de Mussorgski.
- La Fundación, d'Antonio Buero Vallejo.
- Cyrano de Bergerac, d'Edmond Rostand.
- Calígula, d'Albert Camus.
- A Electra le sienta bien el luto, d'Eugene O'Neill.

## Trajectòria a televisió
- Todos los hombres sois iguales
  - Fabricando al Joaquín perfecto (15 d'abril de 1997)
- Compuesta y sin novio
  - Escala en Puerto Rico (31 d'octubre de 1994)
  - El regreso (1 de novembre de 1994)
- Encantada de la vida
  - 21 de març de 1994
  - 6 de juny de 1994
  - 8 de juliol de 1994
- Lleno, por favor
  - Rambo Gil (15 de novembre de 1993)
- Primera función 
  - El cuerpo (26 d'octubre de 1989)
- Segunda Enseñanza (Sèrie TV) (1986)
- La comedia dramática española 
  - Proceso a Besteiro (31 de juliol de 1986)
- La comedia musical española
  - La estrella de Egipto (22 d'octubre de 1985)
  - El sobre verde (24 de desembre de 1985)
- Escrito para TV 
  - La mujer de arriba (4 de setembre de 1984)
- Verano azul (1981)
- Los Mitos
  - Electra (1 de març de 1979)
- Antología de la Zarzuela (1979)
- Curro Jiménez
  - El servidor de la justicia (9 d'octubre de 1977)
- Las viudas
  - Viuda desconsolada (26 d'abril de 1977)
- Mujeres insólitas
  - La reina después de muerta (8 de març de 1977) Príncipe Don Pedro
- Noche de teatro]
  - Los tres etcéteras de Don Simón (3 de maig de 1974)
  - El abogado del diablo (13 de setembre de 1974)
- Ficciones 
  - Benjamín (3 de març de 1973)
  - El cuento del perdonador (6 d'abril de 1974)
  - Los ojos de la pantera (20 de maig de 1974)
- Una mujer de su casa 
  - Operación limpieza (2 de desembre de 1972)
- Teatro breve 
  - Volver a nacer (16 d'octubre de 1971)
  - Lo que no vuelve (13 de març de 1980)
- Hora once
  - Una noche de Cleopatra (17 de juny de 1971)
- La pequeña comedia 
  - En el bar (1 d'abril de 1968)
- Teatro de siempre
  - Hernani (10 de novembre de 1967)
  - El bastardo Mudarra (29 de novembre de 1971)
- La otra música 
  - Falso milagro (15 d'octubre de 1967)
- Estudio 1
  - El perro del hortelano (2 de febrer de 1966)
  - La librería del sol (12 de març de 1968)
  - La hidalga limosnera (31 de març de 1972)
  - Los milagros del desprecio (14 de juliol de 1972)
  - Ha llegado un inspector (6 d'abril de 1973)
  - La Fundación (28 de febrer de 1977)
  - Orestes (14 de novembre de 1977)
  - Delito en la Isla de las Cabras (9 de març de 1980)
  - Vivamos un sueño (7 de setembre de 1980)
  - La prudencia en la mujer (26 d'octubre de 1980)
  - A media luz los tres (21 de desembre de 1980)
  - En Flandes se ha puesto el sol (10 d'abril de 1981)
- Novela
  - Mujercitas (30 de novembre de 1964)
  - Las aventuras de Juan Lucas (18 de gener de 1966)
  - Tigre Juan (14 de febrer de 1977)
- Primera fila
  - Plaza de Oriente (18 de novembre de 1964)
- Gran teatro 
  - Don Juan Tenorio (27 d'octubre de 1963)